# Hafenmelodie (1949)
Hafenmelodie ist ein deutsches Filmdrama aus dem Jahre 1949 von Hans Müller. Die Hauptrollen spielen Paul Henckels, Kirsten Heiberg, Heinz Engelmann und Wolfgang Lukschy.

## Handlung
Der im Hamburger Hafen tätige Speicherverwalter Jansen ist ein knorrig-sehniger, verhärmter Typ. Vor 18 Jahren hatte er seinen Sohn Klaas verstoßen, nachdem er ihn beim Diebstahl erwischt hatte. Nun wartet er schon seit langem auf dessen Rückkehr und ist über diese Zeit ein trauriger alter Mann geworden, der seinen Kummer in der Baltimore-Bar zu vergessen sucht. Eine ebenso gerissene wie skrupellose Diebesbande unter der Führung des aalglatten und eiskalten Bulli plant, an die prall gefüllten Speicher mit wertvollem Stückgut heranzukommen. Doch dazu muss die Bande erst einmal den alten Jansen austricksen. Da die Gangster von Jansens emotionaler Schwachstelle wissen, suchen sie einen falschen Klaas, der die Rolle des nach 18 Jahren heimkehrenden Sohnes spielen und Vater Jansen um den Finger wickeln soll.
Für diese Rolle eignet sich in ihren Augen besonders der Beleuchter Heinrich Osthaus, der durchaus große Ähnlichkeit mit dem verlorenen Sohn hat, zumal die Gauner darauf bauen, dass sich nach 18 Jahren Abwesenheit auch der echte Sohn, nunmehr 32 Jahre alt, optisch verändert haben dürfte. Doch Heinrich, der sich als gesuchter Mordverdächtiger anfänglich wegen neuer Papiere und damit einer neuen Identität bereit erklärt, bei der Schurkerei mitzumachen, kommen aufgrund der Freundlichkeit von Vater Jansen und dessen Tochter Inge Skrupel. Die Dinge spitzen sich zu, als Osthaus schließlich aussteigen und die Jansens vor der Diebesbande schützen will.
Genau zu diesem Zeitpunkt taucht der echte Klaas Jansen wieder auf, der nach einer von ihm angezettelten Wirtshausschlägerei im Krankenhaus gelandet war. Der echte und der falsche Sohn tun sich zusammen und können so schließlich die Gauner ausschalten, die den Speicher ausrauben wollen und dabei versehentlich in Brand setzen. Gemeinsam retten sie darüber hinaus dem alten Jansen das Leben. Jansen hat seinen schon verloren geglaubten Sohn zurück und der falsche Sohn und Jansens Tochter Inge wollen von nun an gemeinsam durchs Leben gehen.

## Produktion, Veröffentlichung
Hafenmelodie entstand am Hamburger Hafen sowie in den Real-Film-Studios von Hamburg-Wandsbek und Rahlstedt.
Mitproduzent Gyula Trebitsch übernahm auch die Produktionsleitung. Herbert Kirchhoff gestaltete die Filmbauten, Robert Fehrmann sorgte für den Ton. Die Liedertexte gehen auf Günter Eich zurück.
Der Film wurde am 26. August 1949 in der Hansestadt uraufgeführt. Die Berliner Premiere fand am 20. Januar 1950 im Westen der Stadt statt. Am 11. November 2016 gab die Icestorm Entertainment GmbH den Film auf DVD heraus.

## Kritiken
Im Spiegel 36/1949 war zu lesen: „Diese Hafenmelodie ist ein Potpourri, in dem viel vorkommt: Vaterliebe, Sohnestrotz, Gangsterschurkerei und Mannhaftigkeit, Krach im Matrosenbumms und Laternenzug der Kinder, Messerstich, Einbruch und Brand, Liebe, Glück Entsagung Polizei und Feuerwehr. Am Ende behaupten ein Liebespaar und ein wiedergefundener Sohn, den Vater im Arm, das von Schurken gesäuberte Feld. Eine Chansonneuse bleibt verlassen zurück (…) Drehbuchautor Arthur A. Kuhnert hat das alles fleißig organisiert und sauber verzahnt, und Hans Müller setzte es, eine Unmenge Zigarren bei der Regie verrauchend, vor einem real wirkenden Hintergrund in Gang. Aber die Konstruktion wird nicht lebendig, Paul Henckels, Wolfgang Lukschy, Kirsten Heiberg, Arno Assman, Heinz Engelmann und alle anderen mögen so gut spielen, singen, demolieren, boxen, wie sie können.“
„Die abends festlich uraufgeführten Filme ‚Die Freunde meiner Frau‘, ‚Hafenmelodie‘ und ‚Derby‘ jedoch gehören zum gängigen Mittelgenre der Filmkonfektion und bedürfen keiner Auseinandersetzungen.“
„Krimi-Rarität mit atmosphärischer Milieuzeichnung des Hamburger Hafenviertels.“

„Um psychologische Differenzierung bemüht, fesselnd inszeniert und gut gespielt.“